# Одгаст
Одгаст или Отгаст — озеро в Пореченской волости Великолукского района Псковской области.
Площадь — 4,2 км² (415,0 га; с 2 островами — 4,3 км² или 425,0 га). Максимальная глубина — 8,0 м, средняя глубина — 3,7 м.
На берегу озера расположена деревня Бербелёво, к северу от него — волостной центр, деревня Поречье.
Сточное. Относится к бассейнам рек-притоков: Испол, Телятница, Серутский, Серучица (Пестриковский), Ловать.
Тип озера лещово-уклейный с судаком. Массовые виды рыб: Лещ, щука, судак, плотва, окунь, уклея, ерш, красноперка, караси золотой и серебряный, линь, густера, вьюн, язь, пескарь, налим щиповка (в 1960—1970-е гг., кроме серого карася вселялись карп и сиговые); раки (единично).
Для озера характерно: отлогие, крутые и низкие, частью заболоченные берега; дно в центре — ил, в литорали — песок, глина, камни, заиленный песок, небольшие сплавины. Есть береговые ключи.